# 태그 (2018년 영화)
《태그》(영어: Tag)는 미국에서 제작된 2018년 코미디 영화이다. 감독 제프 톰식의 장편 영화 연출 데뷔작이다. 에드 헬름스, 제이크 존슨, 존 햄, 해니벌 버리스, 제러미 레너가 어릴 적부터 매해 한 달간 진행되는 술래잡기(tag)를 이어나가고 있는 절친 무리를 연기하였다. 이 영화는 월스트리트 저널에 게재된 실화를 기반으로 한다.
2018년 6월 15일 워너 브라더스 픽처스를 통해 개봉하였다. 평론가들로부터 엇갈린 평가를 받았고, 전 세계에서 거둬들인 수익은 7,800만 달러 이상이다.

## 줄거리
죽마고우인 호기, 밥, 제리, 칠리, 케빈은 9살 때인 1983년부터 술래잡기(tag)를 시작하여 어른이 된 지금까지도 매해 5월 놀이 공간과 시간대에 제약을 전혀 두지 않는 광범위한 술래잡기를 하고 있다.
빠른 속도와 뛰어난 기술을 갖춘 제리는 다섯 중 유일하게 지난 30년 간 단 한 번도 잡힌 적이 없다. 호기는 결혼을 앞둔 제리가 올해가 지나면 술래잡기를 그만둘 작정이라고 밝히며, 결혼 일정을 이용하여 제리를 잡기 위해 나머지 친구들을 규합하여 마지막 총력을 기울이기 시작한다.  

## 출연
- 에드 헬름스 - 호건 "호기" 멀로이 역
  - 재런 루이슨 - 10대 호건 역
- 제이크 존슨 - 랜디 "칠리" 칠리아노 역
- 존 햄 - 밥 캘러핸 역
- 해니벌 버리스 - 케빈 세이블 역
- 제러미 레너 - 제리 피어스 역
- 애너벨 월리스 - 리베카 크로즈비, 월스트리트 저널 기자 역
- 아일라 피셔 - 애나 멀로이 역
- 러시다 존스 - 셰릴 디킨스 역
- 레슬리 비브 - 수전 롤린스 역
- 노라 던 - 린다 역
- 브라이언 데너히 - 칠리아노 씨 역
- 토머스 미들디치 - 데이브 역
- 릴 렐 하워리 - 레지 역
- 서배스천 매니스캘코 - 목사 역
- 캐리 브라운스틴 - 심리치료사 역 (크레디트 미기재)